# Yenicekent

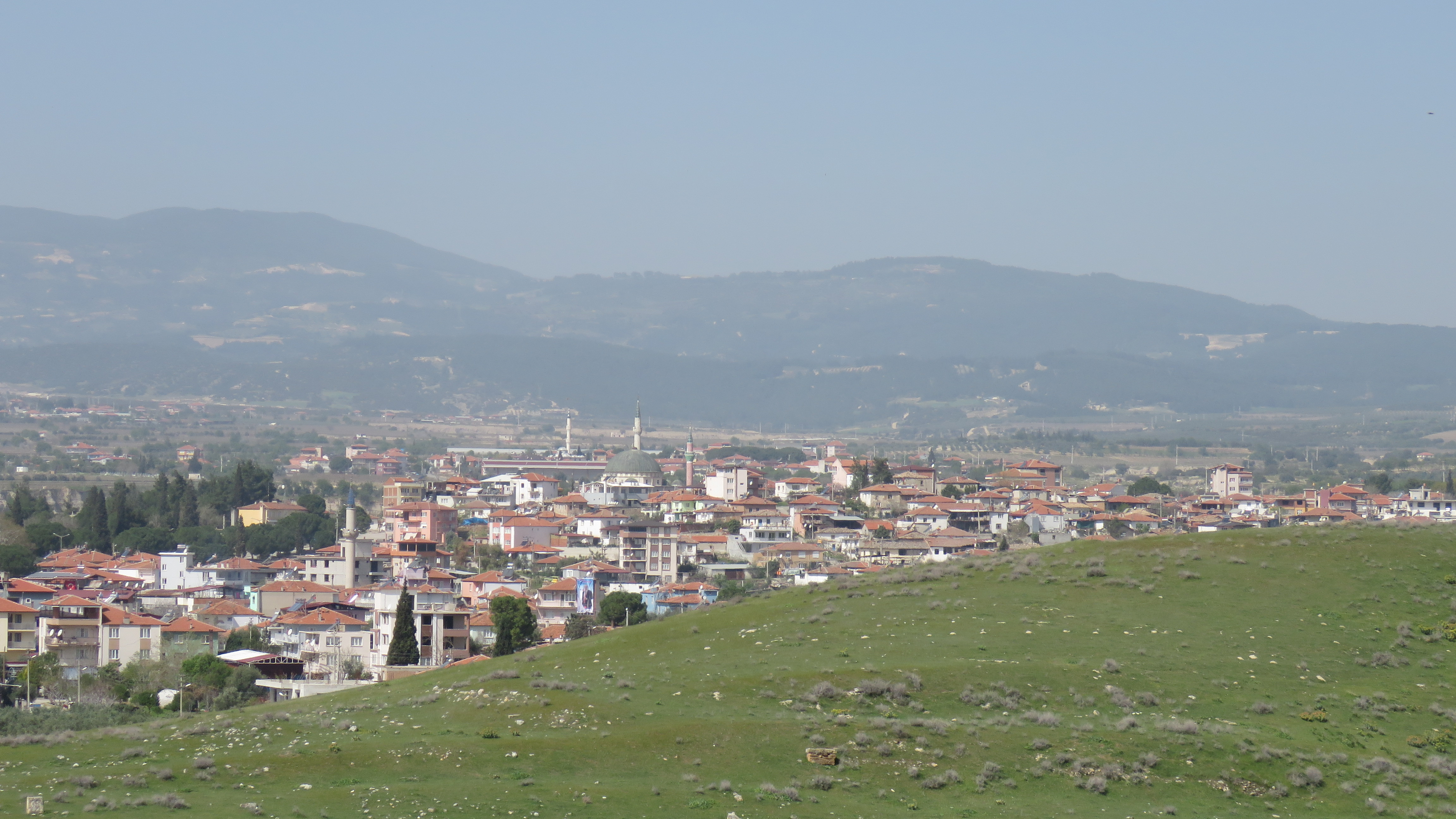
Yenicekent von Osten aus gesehen

Yenicekent ist eine Kleinstadt im Landkreis Buldan der türkischen Provinz Denizli. Yenicekent liegt etwa 45 km nordwestlich der Provinzhauptstadt Denizli und 15 km nordöstlich von Buldan. Yenicekent hatte laut der letzten Volkszählung 2.560 Einwohner (Stand Ende Dezember 2010).
Das Verwaltungsgebiet von Yenicekent gliedert sich in vier Stadtteile, Cumhuriyet Mahallesi, İstiklal Mahallesi, Kurtuluş Mahallesi und Narlıdere Mahallesi, die jeweils von einem Muhtar verwaltet werden.

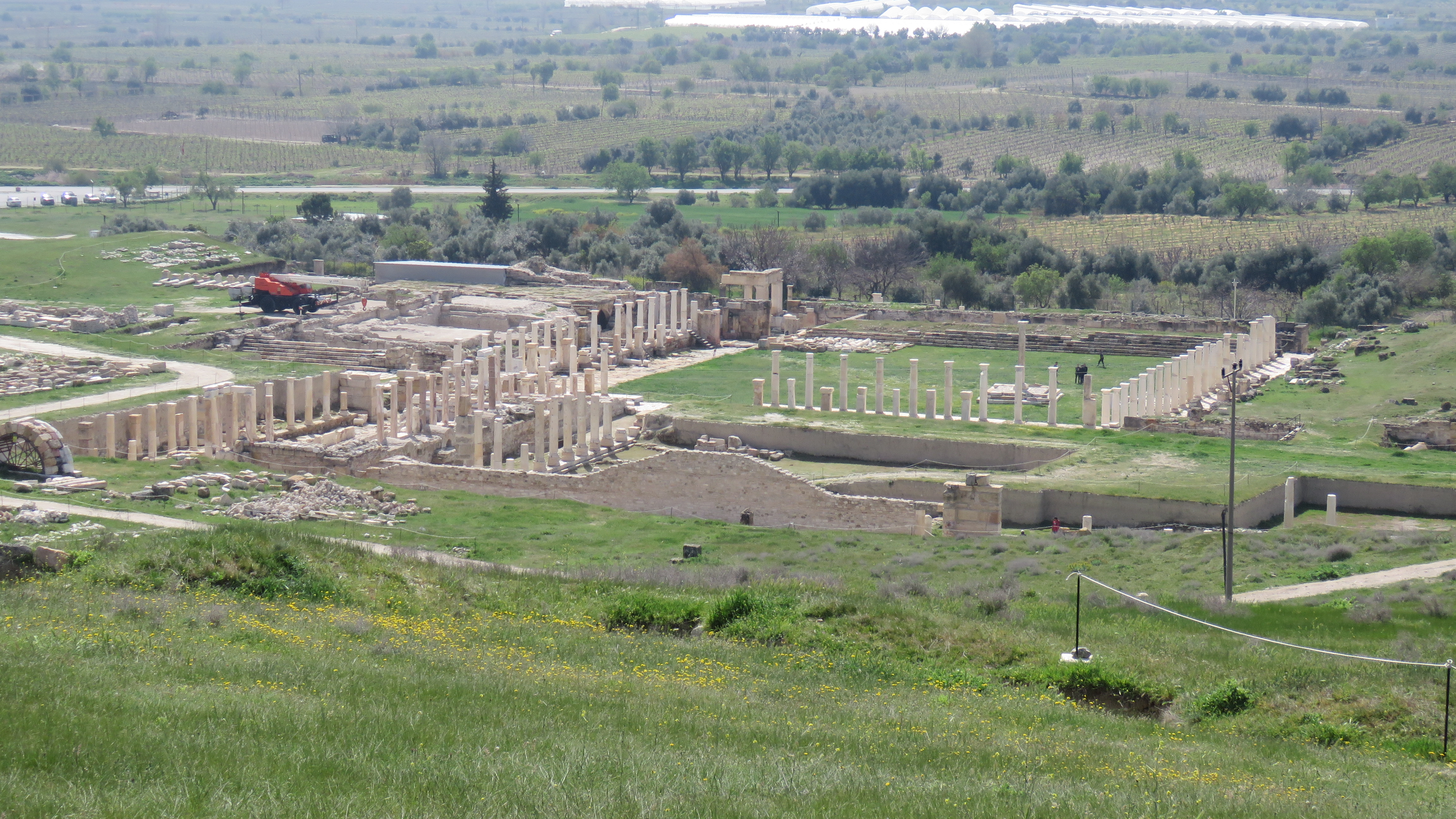
Ruinen der antiken Stadt Tripolis

Südöstlich der Kleinstadt befinden sich die Reste der antiken Stadt Tripolis ad Maeandrum (altgriechisch Τρίπολις). Im Ort befindet sich die Büyük Tekke Türbesi, ein Mausoleum aus dem 15. Jahrhundert.